# Alice Springs Tennis International 2011
L'Alice Springs Tennis International 2011 (Australia F5 Futures 2011) è stato un torneo di tennis facente parte della categoria ITF Men's Circuit nell'ambito dell'ITF Men's Circuit 2011 e dell'ITF Women's Circuit nell'ambito dell'ITF Women's Circuit 2011. Il torneo si è giocato ad Alice Springs in Australia dal 5 all'11 settembre su campi in cemento.

## Partecipanti WTA

### Teste di serie
| Nazionalità | Giocatrice         | Ranking* | Testa di serie |
| ----------- | ------------------ | -------- | -------------- |
| Australia   | Sally Peers        | 166      | 1              |
| Australia   | Olivia Rogowska    | 196      | 2              |
| Australia   | Isabella Holland   | 217      | 3              |
| Regno Unito | Melanie South      | 244      | 4              |
| Indonesia   | Ayu-Fani Damayanti | 286      | 5              |
| Turchia     | Pemra Özgen        | 301      | 6              |
| Giappone    | Akiko Ōmae         | 335      | 7              |
| Australia   | Tammi Patterson    | 367      | 8              |

- Ranking al 29 agosto 2011.

### Altre partecipanti
Giocatrici che hanno ricevuto una wild card:
- Alison Bai
- Erin Billett
- Ashley Keir
- Abbie Myers

Giocatrici che sono passate dalle qualificazioni:
- Tyra Calderwood
- Alenka Hubacek
- Juan Ting-fei
- Julia Moriarty
- Storm Sanders
- Emelyn Starr
- Lavinia Tananta
- Belinda Woolcock

## Vincitori

### Singolare maschile
Michael Look ha battuto in finale  Benjamin Mitchell con il punteggio di 6–4, 6–4

### Doppio maschile
Brydan Klein /  James Lemke hanno battuto in finale  Gao Peng /   Gao Wan con il punteggio di 6–1, 6–1

### Singolare femminile
Olivia Rogowska ha battuto in finale  Isabella Holland, 7–5, 7–5

### Doppio femminile
Maria Fernanda Alves /  Samantha Murray hanno battuto in finale  Brooke Rischbieth /  Storm Sanders, 3–6, 7–5, [10–3]